# Barrel of a Gun
«Barrel of a Gun» (в переводе с англ. — «Под дулом пистолета») — песня британской группы Depeche Mode, первый сингл из их девятого студийного альбома Ultra, 31-й в дискографии группы. Вышел 28 января 1997 года в США и 3 февраля того же года во всём мире. Занимал четвёртую строчку в британском национальном сингл-чарте.
Единственный сингл из альбома «Ultra», оформление которого не схоже с дизайном остальных синглов 1997-98 годов.

## О песне
Композиция «Barrel of a Gun» была записана в трудное для участников группы время. В 1995 году Алан Уайлдер покидает Depeche Mode, по его словам, «из-за растущей неудовлетворённости внутренними отношениями и рабочей обстановкой в группе». После ухода Уайлдера многие скептически относились к тому, что Depeche Mode когда-либо будут записывать новый материал. Также наркотическая зависимость Дэвида Гаана препятствовала записи альбома. В течение 1995—1996 годов Мартин Гор пытался убедить группу попробовать записаться, но Дэйв только изредка появлялся в студии, а когда всё-таки появлялся, ему требовались недели, чтобы записать какую-либо вокальную партию. Но в середине 1996 года Гаан начал проходить курс реабилитации от наркотической зависимости, после чего группа, вместе с новым продюсером Тимом Сименоном, продолжила запись новой пластинки.
Одной из первых записанных песен была «Barrel of a Gun». Она имеет ярко выраженное индустриальное звучание и является одной из самых мрачных композиций Depeche Mode. Мартин Гор не был уверен в успехе «Barrel of a Gun» и поэтому не хотел чтобы она выходила в качестве сингла, однако другие участники группы и Тим Сименон настояли на её релизе. Песня достигла 4-й строчки британского чарта, тем самым заняв, на тот момент, самую высокую позицию в хит-параде Великобритании после сингла «People Are People», вышедшего в 1984 году. 4-й позиции британского чарта также достигла песня «Precious» в 2005 году.
Би-сайдом сингла является композиция «Painkiller». Её переработанная версия под названием «Junior Painkiller» представлена в альбоме Ultra.

## Видеоклип
Клип «Barrel of a Gun» снят Антоном Корбейном в Марокко. Видео повествует о Дейве Гаане и имеет множество отсылок к его наркотической зависимости.

## Списки композиций
- Все песни написаны Мартином Гором.

 Британские релизы
| №  | Название                                  | Длительность |
| -- | ----------------------------------------- | ------------ |
| 1. | «Barrel of a Gun»                         | 5:29         |
| 2. | «Barrel of a Gun» (Underworld Hard Mix)   | 9:37         |
| 3. | «Barrel of a Gun» (3 Phase Mix)           | 5:23         |
| 4. | «Barrel of a Gun» (One Inch Punch Mix V2) | 5:28         |
| 5. | «Barrel of a Gun» (Underworld Soft Mix)   | 6:29         |

| №  | Название                               | Длительность |
| -- | -------------------------------------- | ------------ |
| 1. | «Painkiller» (Plastikman Mix)          | 8:39         |
| 2. | «Painkiller»                           | 7:29         |
| 3. | «Barrel of a Gun» (One Inch Punch Mix) | 5:25         |
| 4. | «Barrel of a Gun» (United Mix)         | 6:36         |

| №  | Название                                | Длительность |
| -- | --------------------------------------- | ------------ |
| 1. | «Barrel of a Gun»                       | 5:29         |
| 2. | «Painkiller»                            | 7:29         |
| 3. | «Barrel of a Gun» (Underworld Soft Mix) | 6:29         |
| 4. | «Barrel of a Gun» (One Inch Punch Mix)  | 5:25         |

| №  | Название                                | Длительность |
| -- | --------------------------------------- | ------------ |
| 1. | «Barrel of a Gun» (Underworld Hard Mix) | 9:37         |
| 2. | «Barrel of a Gun» (United Mix)          | 6:36         |
| 3. | «Painkiller» (Plastikman Mix)           | 8:39         |

| №  | Название                                         | Длительность |
| -- | ------------------------------------------------ | ------------ |
| 1. | «Barrel of a Gun» (Underworld Hard Mix)          | 9:37         |
| 2. | «Painkiller» (Plastikman Mix)                    | 8:39         |
| 3. | «Painkiller» (Original Mix)                      | 7:20         |
| 4. | «Barrel of a Gun» (Underworld Hard Instrumental) | 9:13         |

| №  | Название                                  | Длительность |
| -- | ----------------------------------------- | ------------ |
| 1. | «Barrel of a Gun» (One Inch Punch Mix V2) | 5:25         |
| 2. | «Painkiller» (Original Mix)               | 5:26         |
| 3. | «Barrel of a Gun» (3 Phase Mix)           | 5:29         |
| 4. | «Barrel of a Gun» (Original Mix)          | 5:35         |

| №  | Название                          | Длительность |
| -- | --------------------------------- | ------------ |
| 1. | «Barrel of a Gun» (Radio Edit)    | 4:01         |
| 2. | «Barrel of a Gun» (Album Version) | 5:29         |

 Американские релизы
| №  | Название          | Длительность |
| -- | ----------------- | ------------ |
| 1. | «Barrel of a Gun» | 5:30         |
| 2. | «Painkiller»      | 7:28         |

| №  | Название                                  | Длительность |
| -- | ----------------------------------------- | ------------ |
| 1. | «Barrel of a Gun»                         | 5:29         |
| 2. | «Barrel of a Gun» (Underworld Hard Mix)   | 9:37         |
| 3. | «Barrel of a Gun» (3 Phase Mix)           | 5:23         |
| 4. | «Barrel of a Gun» (One Inch Punch Mix V2) | 5:28         |
| 5. | «Barrel of a Gun» (Underworld Soft Mix)   | 6:29         |

| №  | Название                        | Длительность |
| -- | ------------------------------- | ------------ |
| 1. | «Barrel of a Gun»               | 5:29         |
| 2. | «Barrel of a Gun» (3 Phase Mix) | 5:23         |
| 3. | «Painkiller» (Original Mix)     | 7:28         |

| №  | Название                       | Длительность |
| -- | ------------------------------ | ------------ |
| 1. | «Barrel of a Gun»              | 5:29         |
| 2. | «Barrel of a Gun» (United Mix) | 6:36         |
| 3. | «Painkiller» (Original Mix)    | 7:28         |

| №  | Название                                  | Длительность |
| -- | ----------------------------------------- | ------------ |
| 1. | «Barrel of a Gun»                         | 5:29         |
| 2. | «Painkiller» (Plastikman Mix)             | 8:39         |
| 3. | «Barrel of a Gun» (Underworld Soft Mix)   | 6:27         |
| 4. | «Barrel of a Gun» (One Inch Punch Mix V2) | 5:25         |
| 5. | «Barrel of a Gun» (Underworld Hard Mix)   | 9:36         |

| №  | Название                                         | Длительность |
| -- | ------------------------------------------------ | ------------ |
| 1. | «Barrel of a Gun» (Underworld Hard Mix)          | 9:36         |
| 2. | «Painkiller» (Plastikman Mix)                    | 8:39         |
| 3. | «Barrel of a Gun» (United Mix)                   | 6:34         |
| 4. | «Barrel of a Gun» (Underworld Hard Instrumental) | 9:11         |
| 5. | «Barrel of a Gun» (One Inch Punch Mix V2)        | 5:26         |
| 6. | «Painkiller» (Original Mix)                      | 7:28         |
| 7. | «Barrel of a Gun» (3 Phase Mix)                  | 5:23         |
| 8. | «Barrel of a Gun» (Original Mix)                 | 5:29         |

| №  | Название                          | Длительность |
| -- | --------------------------------- | ------------ |
| 1. | «Barrel of a Gun» (Edit)          | 3:59         |
| 2. | «Barrel of a Gun» (Album Version) | 5:31         |

Переиздания
| №  | Название                                  | Длительность |
| -- | ----------------------------------------- | ------------ |
| 1. | «Barrel of a Gun»                         | 5:29         |
| 2. | «Painkiller»                              | 7:29         |
| 3. | «Barrel of a Gun» (Underworld Soft Mix)   | 6:29         |
| 4. | «Barrel of a Gun» (One Inch Punch Mix)    | 5:25         |
| 5. | «Barrel of a Gun» (Underworld Hard Mix)   | 9:37         |
| 6. | «Barrel of a Gun» (United Mix)            | 6:36         |
| 7. | «Painkiller» (Plastikman Mix)             | 8:39         |
| 8. | «Barrel of a Gun» (3 Phase Mix)           | 5:23         |
| 9. | «Barrel of a Gun» (One Inch Punch Mix V2) | 5:28         |

## Позиции в хит-парадах
| Чарт (1997)                         | Позиция |
| ----------------------------------- | ------- |
| Австралия (ARIA)                    | 33      |
| Австрия (Ö3 Austria Top 40)         | 15      |
| Бельгия/Фландрия (Ultratop 50)      | 37      |
| Бельгия/Валлония (Ultratop 50)      | 18      |
| Великобритания (OCC UK Singles)     | 4       |
| Германия (GfK)                      | 3       |
| AFYVE                               | 1       |
| FIMI                                | 4       |
| Alternative 30 (RPM)                | 5       |
| Нидерланды (Single Top 100)         | 50      |
| Норвегия (VG-lista)                 | 6       |
| Billboard Hot 100                   | 47      |
| Billboard Modern Rock Tracks        | 11      |
| Финляндия (Suomen virallinen lista) | 3       |
| Франция (SNEP)                      | 22      |
| Швеция (Sverigetopplistan)          | 1       |
| Швейцария (Schweizer Hitparade)     | 30      |